# Волконський Михаїл Микитович
Михаї́л Мики́тович Волко́нський (рос. Михаил Никитич Волконский; 9 (20) жовтня 1713 — 8 (19) грудня 1788) — російський державний діяч, військовик, дипломат, князь. Представник москвинського дворянського роду Волконських. Генерал-аншеф (1762).  Московський головнокомандувач (1771—1780). Народився у Москві, Росія. Син князя Микити Волконського і Аграфени Бестужевої. Виховувався в Курляндії під наглядом діда Петра Бестужева-Рюміна (з 1724). Навчався у Сухопутному шляхетському корпусі (1732—1736). Брав участь у російсько-турецькій війні (1738—1739), супроводжував Олександра Рум'янцева до Стамбулу (1740). Зустрічав гольштейнського герцога Петра (майбутнього імператора Петра ІІІ), коли той прибув до Росії (1742). Займався розвідницькою діяльністю в Речі Посполитій. У чині полковника брав участь у Семирічній війні, відзначився у битвах при Пальцигу і Кунерсдорфі (1759); командував російськими військами у Речі Посполитій (1761); підписав Ноймарське перемир'я із Пруссією (1762). Під час двірцевого перевороту підтримав Катерину ІІ, за що був нагороджений званнями сенатора і генерал-аншефа. Командував російським корпусом у Речі Посполитій (1764), допомігши зайняти польський трон Станіславу Понятовському. Працював російським міністром (послом) у Варшаві (1769—1771). Після Чумного бунту став головнокомандувачем Москви і губернії. Відповідав за оборону Москви під час повстання Пугачова (1773—1774), згодом був одним із головних слідчих на допитах козацьких ватажків. Організував свята у Москві з нагоди Кючук-Кайнарджійський миру (1775). Після виходу у відставку (17800) мешкав у родинних маєтках. Кавалер орденів Олександра Невського (1762), Андрія Первозванного (1767). Помер на Калужчині. Похований у Боровському монастирі.

## Нагороди
Російські
- Орден святого Олександра Невського (1762)
- Орден святого Андрія Первозванного (1767)

Польські
- Орден Білого Орла